# Bulbophyllum agapethoides
Bulbophyllum agapethoides là một loài phong lan thuộc chi Bulbophyllum.